# Endeis biseriata
Endeis biseriata is een zeespin uit de familie Endeidae. De soort behoort tot het geslacht Endeis. Endeis biseriata werd in 1968 voor het eerst wetenschappelijk beschreven door Stock. 